# Sorbisches Institut für Lehrerbildung
Das Sorbische Institut für Lehrerbildung „Karl Jannack“ (obersorbisch Serbski wučerski wustaw „Korla Janak“, SWW) war eine am 6. Januar 1946 eröffnete Lehrerbildungsanstalt mit dem vorrangigen Ziel, Lehrer und Erzieher für den Sorbischunterricht auszubilden, um das erstmals staatlich unterstützte sorbische Schulnetz mit den nötigen Lehrkräften zu versorgen.

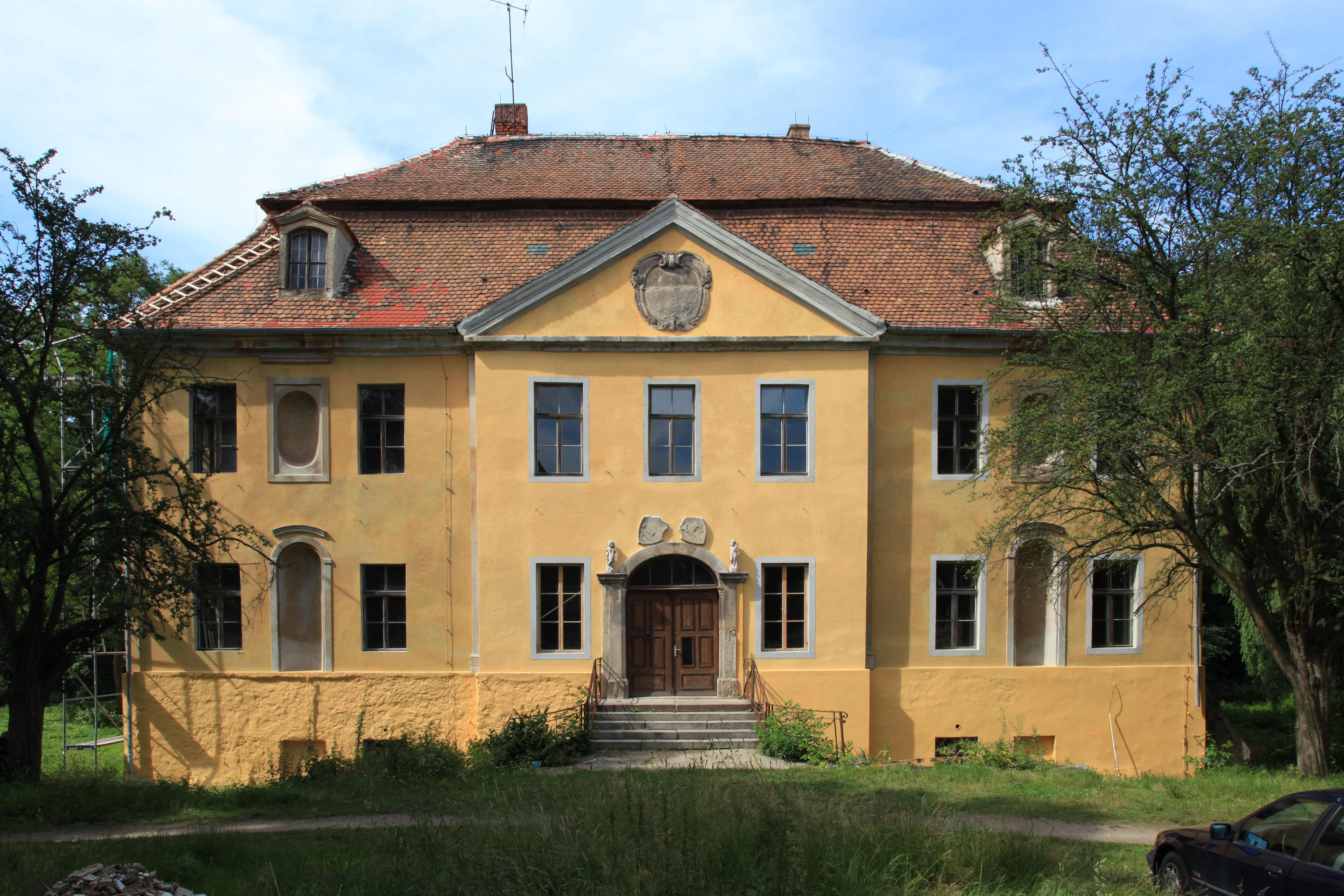
Schloss Radibor

Von 1946 bis 1959 war das Institut im Schloss Radibor sowie in Kleinwelka untergebracht, bis es dann Räumlichkeiten im ehemaligen Katholischen Lehrerseminar an der Friedrich-List-Straße in Bautzen bezog.
Nach der politischen Wende und der Wiedervereinigung Deutschlands wurde das Institut 1991 aufgelöst. Die Lehrerausbildung findet heute am Institut für Sorabistik der Universität Leipzig statt.

## Methode
Im  Institut wurden einerseits Lehrer in einem vierjährigen Studium auf ihre Arbeit im deutsch-sorbischen Gebiet vorbereitet; dies beinhaltete, dass sich alle zumindest elementare Kenntnisse des Sorbischen aneignen mussten. Die Ausbildung bestand aus den üblichen Fächern wie Marxismus-Leninismus (hier im Besonderen die Lenin’sche Nationalitätenpolitik), Erziehungswissenschaften, Deutsch, Mathematik, Methodik etc. Außerdem konnte man sich für das Unterrichtsfach Sorbisch oder für Musik- und Kunsterziehung ausbilden lassen. 
Weiterhin studierten hier angehende Kindergärtnerinnen, die im Einzugsbereich von sorbischen Oberschulen tätig waren, um die Kinder auf ihre sorbische Schullaufbahn vorzubereiten.
Das Institut führte auch spezielle Kurse sowie Sonderveranstaltungen durch, die der Weiterbildung von Horterziehern, Direktoren, Fachberatern etc. dienten.